# Я готов на всё!
«Я готов на всё!» — реалити с элементами ток-шоу, непродолжительное время выходившая на телеканале «Россия». Программу вёл Дмитрий Дибров. Идея проекта принадлежит продюсерам Сергею Шумакову и Андрею Челядинову. Премьера программы состоялась 13 марта 2005 года.

## Основа телепередачи
За основу формата Шумаковым был взят телепроект BBC «I'll do anything» (с англ. — «Я сделаю всё!»). По словам Диброва, работа над этой телепередачей заняла по времени порядка семи месяцев.
Любой желающий мог подать заявку на участие в программе. Участникам давались гарантии того, что создатели программы исполнят любую мечту их близких. Взамен участники программы должны были выполнить какое-нибудь трудное задание, которое придумывали создатели программы. Так, к примеру, были такие задания и условия:
- Пожилая женщина прыгает с парашютом, выполняя задание программы. При этом известно, что она очень боится высоты. Делает она это ради того, чтобы её сын исполнил давнюю мечту — съездить на завод, где изготавливают машины для соревнований «Формулы-1», и покататься на машине Михаэля Шумахера.
- Мужчина едет в Прагу, где в костюме клоуна выступает на главной площади, зарабатывая установленную программой сумму денег. Делает он это для того, чтобы его жена осуществила свою мечту — спела в паре с Александром Буйновым.

## Критика
Программа, стоявшая в сетке вещания канала вслед за воскресными рейтинговыми телепередачами «Вести недели» и «Специальный корреспондент» (в 21:25), с самых первых выпусков была прохладно встречена зрителями. Например, третий выпуск «Я готов на всё!» получил совсем низкие цифры среди телезрителей по Москве — рейтинг 4,3 % и долю аудитории всего 8,7 % (и это при среднесуточной аудитории канала с показателем более 20 %).
Телевизионный критик Арина Бородина отозвалась о программе следующим образом:
Дмитрий Дибров вернулся в телевизионный эфир спустя два года после того, как покинул «Первый канал». Интеллектуальные беседы и интервью — основной конек этого талантливого ведущего — теперь в прошлом. Нынешнее телевидение предоставило ему гораздо более скромные возможности. Господин Дибров общается с героями программы, которые ради исполнения заветных желаний родных и близких готовы на самые невероятные испытания. Если работа ведущего вполне органична,… то драматургия и режиссура этого вечернего и весьма дорогостоящего шоу ей заметно уступают. И это находит отражение в цифрах.
Юрий Богомолов, «Российская газета»:
Но странное дело, от этого экстремального спорта возникает неизбывное чувство фальши, которое в студии при виде плачущих родственников только усиливается. А тут еще Дмитрий Дибров в роли Валентины Леонтьевой времен передачи «От всей души» стращает и нагнетает столь пафосно, что только подслащивает и без того пересахаренное шоу.
Программа выдержала всего 8 выпусков и в скором времени была закрыта.